# Sarvtjärnen (Ovansjö socken, Gästrikland)
Sarvtjärnen är en sjö i Sandvikens kommun i Gästrikland och ingår i Gavleåns huvudavrinningsområde. Sjön är 4,1 meter djup, har en yta på 0,02 kvadratkilometer och befinner sig 135 meter över havet.